# 白鳥浩徳
白鳥 浩徳（しらとり ひろのり、1966年5月4日 - ）は、宮城県出身の元プロ野球選手（投手）。

## 来歴・人物
東北高時代は、1983年春の甲子園と1984年夏の甲子園にも出場するが、いずれも登板機会はなかった。このときはエースナンバーを付けていたが、1年下の佐々木主浩が実質エースのため、控え投手扱いであった。
高校卒業後は、社会人野球の住友金属鹿島に入団。1990年と1993年に日立製作所の補強選手として都市対抗野球大会に出場。スライダー、シュートを武器とした。
1993年のプロ野球ドラフト会議で西武ライオンズから5位指名を受け入団。
1年目の1994年は、5月から敗戦処理を中心に投げていたが、6月7日に4回無失点の好投をしたのと翌8日に村田勝喜がぎっくり腰で途中降板・登録抹消となったのを受けて、6月14日対千葉ロッテマリーンズ戦でプロ入り初初先発を果たす。これは、相手の予告先発が伊良部秀輝で、チームはローテーションの谷間という森祇晶監督いわく「捨て試合」であった。試合は、チームが伊良部から2点を先制して白鳥も無失点に抑えていたが、5回表2死満塁となったところで「リードを守る以外に勝機はない」との判断で投手交代され、勝利投手の権利を得ることができなかった。そのピンチは救援が抑えたものの、チームは最終的に逆転負けを喫した。
1995年7月16日の対日本ハムファイターズ戦で、プロ入り2度目の先発を果たすが、初回に2点を取られて1死満塁のピンチを招くなど、0回3分の1でKOとなった。結局、一軍未勝利のまま1997年に現役引退した。
2011年まで、西武ライオンズの打撃投手兼スコアラーを務めた。

## 詳細情報

### 年度別投手成績
| 年 度     | 球 団     | 登 板 | 先 発 | 完 投 | 完 封 | 無 四 球 | 勝 利 | 敗 戦 | セ 丨 ブ | ホ 丨 ル ド | 勝 率 | 打 者 | 投 球 回 | 被 安 打 | 被 本 塁 打 | 与 四 球 | 敬 遠 | 与 死 球 | 奪 三 振 | 暴 投 | ボ 丨 ク | 失 点 | 自 責 点 | 防 御 率 | W H I P |
| --------- | --------- | ----- | ----- | ----- | ----- | -------- | ----- | ----- | -------- | ----------- | ----- | ----- | -------- | -------- | ----------- | -------- | ----- | -------- | -------- | ----- | -------- | ----- | -------- | -------- | ------- |
| 1994      | 西武      | 7     | 1     | 0     | 0     | 0        | 0     | 0     | 0        | --          | ----  | 78    | 17.0     | 17       | 1           | 9        | 0     | 2        | 9        | 0     | 0        | 8     | 8        | 4.24     | 1.53    |
| 1995      | 西武      | 1     | 1     | 0     | 0     | 0        | 0     | 0     | 0        | --          | ----  | 6     | 0.1      | 2        | 0           | 3        | 0     | 0        | 0        | 0     | 0        | 2     | 2        | 54.00    | 15.00   |
| 通算：2年 | 通算：2年 | 8     | 2     | 0     | 0     | 0        | 0     | 0     | 0        | --          | ----  | 84    | 17.1     | 19       | 1           | 12       | 0     | 2        | 9        | 0     | 0        | 10    | 10       | 5.19     | 1.79    |

### 記録
- 初登板：1994年5月13日、対近鉄バファローズ6回戦（西武ライオンズ球場）、9回表に4番手で救援登板・完了、1回無失点
- 初奪三振：同上、9回表に藤立次郎から
- 初先発：1994年6月14日、対千葉ロッテマリーンズ10回戦（西武ライオンズ球場）、4回2/3を無失点

### 背番号
- 54 （1994年 - 1997年）
- 03 （1998年 - 2011年）